# Helga Machne
Helga Machne (* 30. August 1938 in Lienz) ist eine ehemalige, österreichische Politikerin (ÖVP) sowie frühere Abgeordnete zum Nationalrat.

## Ausbildung und Beruf
Helga Machne besuchte die Volks-, Haupt- und Handelsschule und absolvierte im Anschluss die Hotelfachschule. 
Beruflich war Machne als Hotelfachfrau, Buchhalterin, Sekretärin, Schilehrerin und Geschäftsführerin tätig. 

## Politik
Helga Machne war ab 1986 Mitglied des Gemeinderats von Lienz und ab 1992 Stadträtin. Zwischen 1994 und 2003 war sie zudem Bürgermeisterin von Lienz und damit die erste Bürgermeisterin Tirols. Innerparteilich hatte Machne die Funktion der Landesparteiobmann-Stellvertreterin der ÖVP Tirol inne und war Mitglied der Landesleitung des Österreichischen Wirtschaftsbundes in Tirol. Sie war Mitglied des Hauptausschusses beim Österreichischen Städtebund und Obfrau des Sozial- und Gesundheitssprengels Lienz. Ab 2002 wirkte Machne zudem als Mitglied im Ausschuss der Regionen der EU in Brüssel. Machne vertrat die ÖVP zwischen dem 20. Dezember 2002 und dem 29. Oktober 2006 im Nationalrat. 
Die Verleihung der Ehrenbürgerschaft der Stadt Lienz zu ihrem 70. Geburtstag scheiterte, da im Gemeinderat von Lienz über die Verleihung keine Einstimmigkeit erzielt werden konnte.
Im Jahr 2010 erhielt Machne das Ehrenzeichen des Landes Tirol.

## Privates
Machne ist mit einem Architekten verheiratet und Mutter dreier Kinder.